# Santol
Santol  (Bayan ng  Santol) es un municipio filipino de cuarta categoría, situado en la isla de Luzón y perteneciente a  la provincia de La Unión en la Región Administrativa de Ilocos, también denominada Región I.

## Barangays
Santol se divide, a los efectos administrativos, en 11  barangayes o barrios, conforme a la siguiente relación:
| - Corro-oy - Lettac del Norte - Lettac del Sur | - Mangaan - Paagan - Población | - Puguil - Ramot - Sapdaan | - Sasaba - Tubaday |  |

## Historia
En el año 1908, bajo ocupación estadounidense,  la ranchería de Santol, dependiente de Balaoan,  se convirtió en un municipio de la subprovincia de Amburayan. El igorote  Lakay Camilot fue su primer presidente municipal.
En 1920 pasa a formar parte de la nueva provincia que agrupa las antiguguas Comandancias de  Comandancia de Lepanto y de Amburayan, división administrativa creadda con la intención de lograr la integración sociocultural entre las tierras bajas, montañeros y los Bagos.
San Gabriel, Sudipen y Santol fueron propuestos para la provincia planificada por el ex gobernador general americano Francis Burton Harrison,  defensor de la filipinización e integración de estas tribus salvajes. Unánimemente los tres municipios rechazaron la propuesta, que fracaso tras el fallecimiento de Harrison.
En 1922, Santol abandona la provincia de La Montaña pasando a formar parte de  La Unión.